# Lane Carico
Lane Carico (* 25. April 1990 in Manhattan Beach) ist eine US-amerikanische Beachvolleyballspielerin.

## Karriere
Carico besuchte die heimische Mira Costa High School und spielte dort von 2004 bis 2008 Volleyball. 2007 nahm sie im Sand mit Falyn Fonoimoana in Mysłowice an der U19-Weltmeisterschaft teil und wurde Neunte. Von 2008 bis 2011 war sie an der University of Miami in der Halle aktiv. 2012 spielte sie an der Georgia State University wieder im Sand.
Seit 2013 startete Carico auf der professionellen AVP Tour und auf der internationalen FIVB World Tour. Sie spielte 2013 mit Heather McGuire, 2014 mit Brittany Hochevar, 2014 und 2015 mit Kimberly DiCello, 2015 und 2016 mit Summer Ross, 2017 mit Lauren Fendrick, mit Alix Klineman sowie mit Caitlin Ledoux. Von 2018 bis 2020 war Karolina Marciniak ihre Partnerin. Caricos größter Erfolg war der Sieg auf der AVP Tour 2016 in Seattle mit Summer Ross.

## Privates
Carico ist seit 2015 mit dem Beachvolleyballspieler Chaim Schalk verheiratet. Die beiden leben in Manhattan Beach und haben seit 2019 eine Tochter.